# 大臺風樂團
大台風樂團（英語：Da Typhoon），臺灣搖滾樂團組合，成員共有多人，主要成員由主唱大飛、團長暨主唱Keyboard手夏天、還有多位的吉他手、貝斯手及鼓手、所組成。
前身為2005年「Sense」樂團，於2010年改為現名，其名稱是來自第一次唱片公司演出時遇到台灣當時三颱亂中秋也因此改名叫「大台風樂團」。
其寓意為台灣流行樂領先之風

## 樂團歷程
大台風樂團為多個熱愛音樂的人組合，每位成員均有專業的音樂背景，成立之初同時也在臺灣北部各大PUBPUB演出，及各種活動中演出，
因而累積許多舞台經驗，進而展露頭角，加上有獨特創作能力以及編曲能力，進而慢慢衍生出自己的作品，並正式進軍華語歌壇。
大台風於2010年正式出道，現在已經發行了三張專輯,在2015年推出「愛跟你」2016年發行「今年咱們一定會中」專輯 。
大台風樂團擁有世界各地和臺灣的豐富演出經驗，不論是各大活動演唱會，音樂節。也入選為紐約MUSICNOW鬧音樂臺灣樂團未來新星
2017年獲得第10屆海峽兩岸閩南語原創歌曲歌手大賽銅獎，最佳表演獎．
2017年桃園市政府警察局青春專案代表歌曲-別壞去 創作及演唱．

## 樂團成員
| 名稱         | 團內職務    |
| 夏天(SUMMER) | 團長/鍵盤手 |
| 大飛         | 主唱        |
| ------------ | ----------- |
| 阿權         | 吉他手      |
| 魯仁         | 貝斯手      |

## 音樂發行作品
| 發行日期  | 專輯名稱       | 性質 | 唱片公司                      | 演唱者     | 曲目 |
| --------- | -------------- | ---- | ----------------------------- | ---------- | --- |
| 2010年7月 | 東方的太陽     | EP   | 中唱娛樂                      | 大台風樂團 | #天星－三立八點檔（天下父母心）片頭ＭＶ金曲 1. 騎鐵馬 2. 東方的太陽 3. 六月茉莉                                                                         |
| 2015年6月 | 愛跟你之恰恰恰 | 專輯 | 乾坤影視傳播公司 （乾坤唱片） | 大台風樂團 | #愛跟你 - 三立29台七點檔<親家>片頭曲 1. 從今後 2. 火車快飛- 夏天 3. 每一天 4. 傻子騙子 5. 我願意為你瘋狂 6. 主宰- ft張皓 7. 穿越 8. 傻子騙子 - 孤單版   |
| 2016年3月 | 今年咱一定會中 | 專輯 | 乾坤影視傳播公司 （乾坤唱片） | 大台風樂團 | #今年咱一定會中三立29台八點檔<甘味人生>片頭MV金曲 1. 電甲吱吱叫（八大電視命運雙叉路插曲） 2. 傻女人 3. 志氣 4. 花開時來袂記你 5. 偷心大盜 6. 老爺與水某 |
| 2019年    | 風雲           | 專輯 | 乾坤影視傳播公司 （乾坤唱片） | 大台風樂團 | 1. 煙花女子 2. 有情天地無情人 3. 約會 4. 祝福有情人 5. 飲啦 6. 風雲 7. 可惜 8. 對面的小姑娘                                                             |

## 經歷
新加坡ABC啤酒代言(跨國界代言)
新加坡聖淘沙名勝世界
澎湖海洋音樂藝術節(跨海演出
金門文化藝術節(跨海演出)
馬祖文化藝術節(跨海演出)
福建海洋兩岸沙灘音樂節
福建泉州衛視-七重好聲音節目評委
上海世博受邀演出
廈門活動演出
廣告代言歌曲創作
台南觀光旅遊局代言歌曲
臺灣啤酒節指定樂團
羅東跨年晚會活動演出
桃園燈會演出
各大社團活動演出
各大音樂季樂團演出
各大企業活動指定樂團
北區翡翠灣假日活動音樂季
桃園縣假日活動音樂季
各地縣市中秋晚會 元宵晚會.
龍鳳漁港假日音樂季
苗栗草莓季 音樂季 藝術節
竹圍魚鱻節演出
永安星繽樂演出
2017年桃園市政府警察局青春專案代表歌曲-別壞去 創作及演唱．
2017海峽兩岸閩南語原創歌曲歌手大賽獲得銅獎，最佳演出獎
2017廈門龍舟唱晚音樂節獲邀演出

## 外部連結
- 天威國際娛樂官方網站（页面存档备份，存于）
- FB粉絲專頁
- 大台風樂團影音